# 蒙特贝洛-德拉巴塔利亚
蒙特贝洛-德拉巴塔利亚（義大利語：Montebello della Battaglia）是意大利帕维亚省的一个市镇。总面积15.83平方公里，人口1725人，人口密度109.0人/平方公里（2009年）。国家统计（ISTAT）代码为018095。

## 友好城市
- 義大利帕莱斯特罗 1984年